# نيلس أندرسن
نيلس أندرسن (بالنرويجية البوكمول: Nils Andersen)‏ هو عداء ‏ نرويجي، ولد في 21 مارس 1902، وتوفي في 7 مايو 1979.

## وصلات خارجية
- نيلس أندرسن على موقع أوليمبيديا (الإنجليزية)